# Listă de fizicieni români
Lista ce urmează este doar o compilare parțială de fizicieni români de renume din întreaga lume.

## A
- Ion I. Agârbiceanu, fizician, specialist în laseri

## B
- Eugen Bădărău, fizician experimentator român
- Teofil Bendela, Mitropolit al Bucovinei, autor de manuale școlare de fizică.

## C
- Gabriel Dan Cacuci, fizician german de origine română.

## G
- Mihai Gavrilă, profesor, fizician de teorii cuantice
- Voicu Vlad Grecu, profesor de fizică atomică și nucleară
- Radu Grigorovici, conferențiar universitar, cercetător, membru al Academiei Române

## H
- Horia Hulubei, fizician cunoscut pentru lucrări în spectroscopie și fizică atomică/ nucleară, membru al Academiei Române

- Dragomir Hurmuzescu, fizician specialist în radioactivitate, raze X și electricitate

## I
- Nicolae Ionescu-Pallas, fizician- teoretician, specialist in radiații, relativist și istoric al fizicii, membru al Academiei Romane.
- Theodor V. Ionescu, fizician specialist în electricitate, magnetism și fizica plasmei, membru al Academiei Române

## M
- Ștefania Mărăcineanu, fiziciană, cercetătoare în domeniul radioactivității

- Alexandru Marin, fizician, profesor la MIT

- Constantin Miculescu, fizician

- Florentina Mosora, fiziciană specializată în biofizică medicală și medicină nucleară

## N
- Dimitrie Negreanu, fizician, autor de studii în electricitate, magnetism și mineralogie

## O
- Hermann Oberth, pionier al aeronauticii, a construit prima rachetă modernă

## P
- Radu Pârvan, profesor de fizica plasmei și electronică
- Ioan-Ioviț Popescu, specialist în optică și fizica plasmei, membru al Academiei Române
- Alexandru Proca, fizician teoretician, a elaborat teoria mezonică a forțelor nucleare, a dedus ecuația relativistă a câmpului vectorial, care îi poartă numele
- Ștefan Procopiu, fizician, a stabilit formula momentului magnetic elementar al electronului

## S
- Aureliu Emil Săndulescu, fizician, Membru titular al Academiei Române.
- Ionel Solomon, fizician, Membru al Academiei de Științe a Franței, Biografie[nefuncțională]
,

## Ț
- Șerban Țițeica, profesor universitar, membru al Academiei Române

## U
- Ioan Ursu, profesor universitar, membru al Academiei Române

## V
- Voicu Vlad Grecu, fizician, nuclearist, profesor la Facultatea de Fizică din Măgurele a Univ. București